# Pod skórą
Pod skórą (ang. Under the Skin) − brytyjsko-szwajcarski film fantastycznonaukowy z 2013 roku w reżyserii Jonathana Glazera, oparty na kanwie powieści Michela Fabera o tym samym tytule. W głównej roli bezimiennej kosmitki, polującej na ziemskich mężczyzn, wystąpiła Scarlett Johansson.

## Obsada
- Scarlett Johansson − bezimienna kosmitka
- Jeremy McWilliams − zły mężczyzna
- Joe Szula − mężczyzna w klubie
- Kryštof Hádek − pływak
- Paul Brannigan − Andrew
- Adam Pearson − zdeformowany mężczyzna
- Michael Moreland − spokojny mężczyzna
- Jessica Mance − kosmitka
- Scott Dymond − nerwowy mężczyzna

## Produkcja
Zdjęcia do filmu kręcono w Szkocji w następujących lokacjach:
- Glasgow (m.in. Argyle Street, Buchanan Galleries, George Street, Celtic Park, New Wynd);
- hrabstwo Angus (plaża w Auchmithie);
- hrabstwo Argyll and Bute (las w Lochgoilhead);
- hrabstwo East Lothian (zamek Tantallon);
- hrabstwo Inverclyde (Port Glasgow);
- hrabstwo West Lothian (Livingston)[1].

## Premiera
Światowa premiera projektu odbyła się 29 sierpnia 2013 podczas Telluride Film Festival w Kolorado. Na początku września tamtego roku film zaprezentowano widzom na 70. MFF w Wenecji oraz na MFF w Toronto.

## Odbiór
Obraz został korzystnie oceniony przez krytyków, zbierając pozytywne recenzje. Brał udział w konkursie głównym o Złotego Lwa na 70. MFF w Wenecji oraz zdobył wiele wyróżnień filmowych.
Zdaniem redaktora witryny hisnameisdeath.com, Pod skórą to drugi w kolejności najlepszy horror 2014 roku.